# Govone
Govone (Gon [ɡʊŋ] o Govon [ɡʊˈʊŋ] in piemontese) è un comune italiano di 2 238 abitanti della provincia di Cuneo in Piemonte.
Fa parte della regione storica del Monferrato e della regione geografica del Roero ed è posto al confine con la provincia di Asti, circa a metà strada fra le città di Alba ed Asti.

## Storia
Il sito è abitato sin dall'epoca romana, col nome di Castrum Solarium come dimostrano numerosi ritrovamenti che si trovano presso il museo "Eusebio" di Alba, ed è citato in documenti altomedievali. Già feudo vescovile astigiano, passato poi alla proprietà dei Solaro. Fu in seguito sede di villeggiatura della casa Savoia nei primi decenni dell'Ottocento. È ora conosciuto soprattutto per il suo castello, presso il quale soggiornò appena diciottenne (anno 1730), il filosofo Jean-Jacques Rousseau, appena entrato al servizio del conte Francesco Ottavio Solaro.
Devoluto alla Corona il feudo per l'estinzione dei Solaro, Govone passò al Demanio e venne venduto per 1.000.000 di lire piemontesi  in solido ai figli di Vittorio Amedeo III, Carlo Felice, duca del Genovese, e Giuseppe Benedetto, conte di Moriana, i quali ne furono infeudati il 24 aprile 1795 e investiti ambedue con il titolo di marchese con lettere patenti del 29 aprile 1795.
Durante la seconda guerra mondiale, nel periodo dell'occupazione tedesca e della Repubblica Sociale Italiana, Michelina Saracco, proprietaria di un servizio di autobus, nascose e protesse nella zona alcuni ebrei, familiari di Vittorio Dan Segre, suoi vicini di casa, salvandoli dalla deportazione. Per questo impegno di solidarietà, il 13 giugno 1988, l'Istituto Yad Vashem di Gerusalemme ha conferito a Michelina Saracco l'alta onorificenza dei giusti tra le nazioni.

## Monumenti e luoghi d'interesse

### Il castello

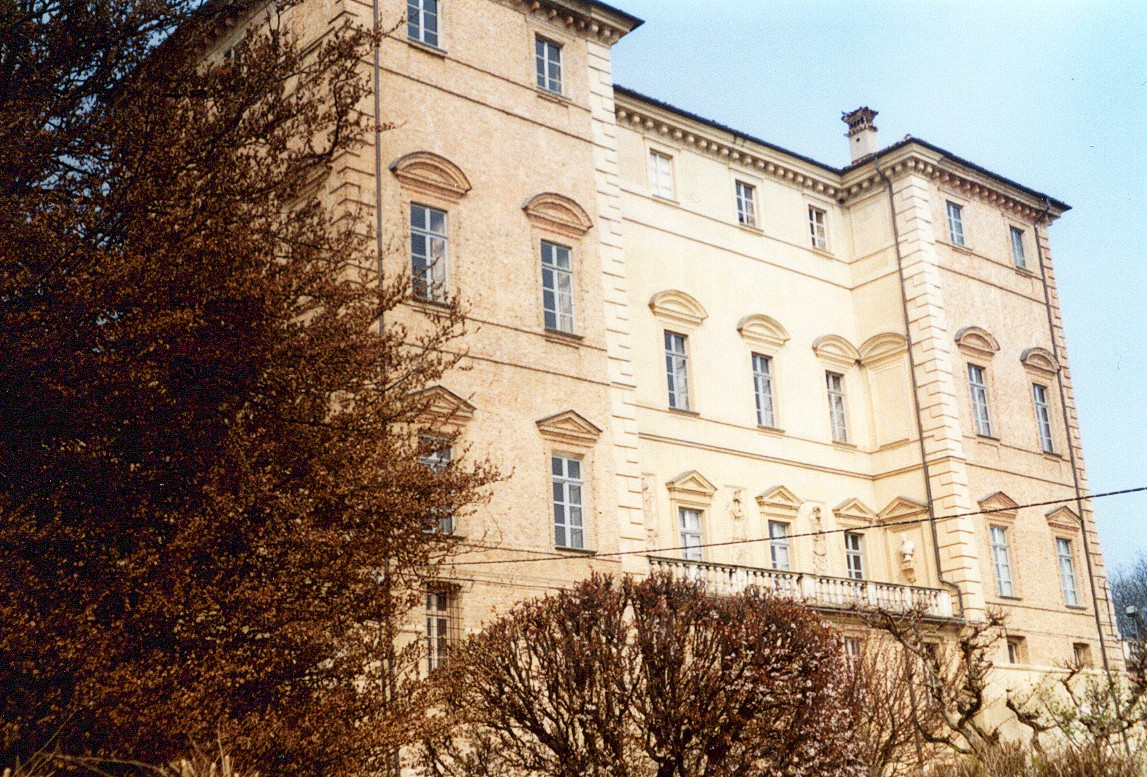
Il castello di Govone

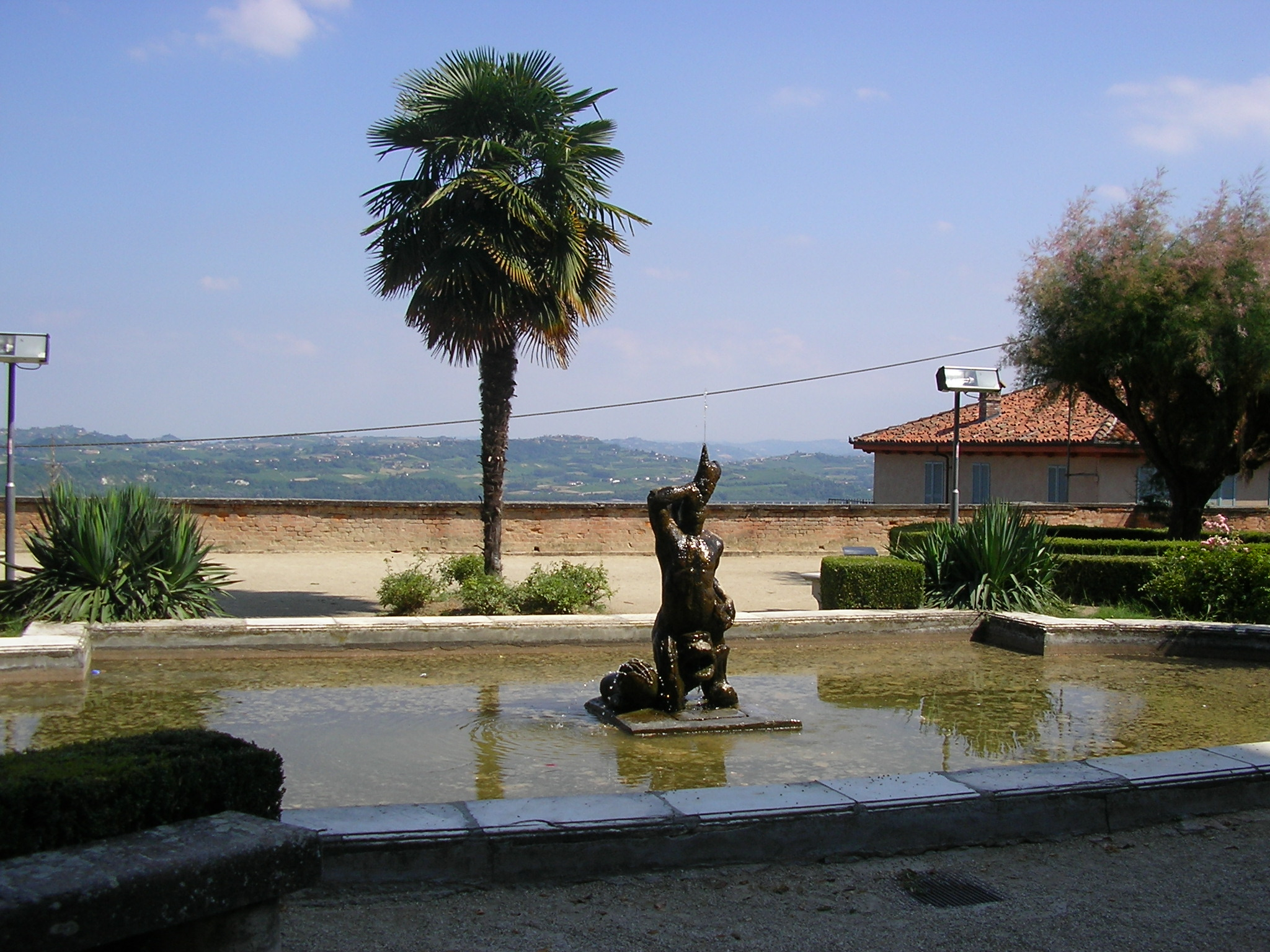
Giardini del castello

Già fortezza medioevale, l'antico maniero è oggi adibito a palazzo del comune.

Appartenne a casa Savoia dal 1792 al 1870 e, come molte altre dimore storiche sabaude del Piemonte, è meta di visitatori richiamati specialmente dal monumentale scalone d'onore a due rampe ricco di rilievi e telamoni che provengono dai giardini di Venaria Reale.
Alcune sale sono decorate da preziose carte cinesi. Il salone da ballo fu fatto affrescare con scene riproducenti l'episodio mitologico di Niobe — ad opera di Luigi Vacca e Fabrizio Sevesi — dal re Carlo Felice che, assieme alla moglie Maria Cristina, agli inizi dell'Ottocento fece completamente restaurare, sulla base di propri disegni, il castello e l'adiacente parco con giardino all'italiana, adibendoli a sede delle sue villeggiature estive.
Gli stessi Vacca e Sevesi curarono gli affreschi del grande salone centrale che, giocando sui chiaroscuro della tecnica trompe-l'œil, simulano con realismo l'illusione della presenza di statue.

## Società

### Evoluzione demografica
Abitanti censiti

### Etnie e minoranze straniere
Secondo i dati Istat al 31 dicembre 2017, i cittadini stranieri residenti a Govone sono 134, così suddivisi per nazionalità, elencando per le presenze più significative:
1. Romania, 57
2. Repubblica di Macedonia, 25

## Economia
L'economia della zona — rivalutata sotto l'aspetto del turismo solo in tempi recenti — è prevalentemente agricola e industriale, con una particolare vocazione alla coltivazione della vite: nella parte collinare del comune vengono infatti prodotti vini rossi: barbera, bonarda, dolcetto, nebbiolo (sia Nebbiolo d'Alba che Roero) e vino bianco arneis mentre nella fertile pianura periferica si producono ortaggi e cereali.
Fra marzo ed aprile vi si tiene una manifestazione floreale denominata "Tulipani a corte", abbinata ad una sfilata in costume di truppe militari con vestimenti d'epoca sette-ottocentesca.
A Govone sorge una moderna area industriale.

## Amministrazione
Di seguito è presentata una tabella relativa alle amministrazioni che si sono succedute in questo comune.
| Periodo        | Periodo        | Primo cittadino     | Partito                        | Carica  | Note  |
| -------------- | -------------- | ------------------- | ------------------------------ | ------- | ----- |
| 5 luglio 1985  | 27 maggio 1990 | Catterina Rossanino | Democrazia Cristiana           | Sindaco | [ 9 ] |
| 27 maggio 1990 | 24 aprile 1995 | Giuseppe Cotto      | -                              | Sindaco | [ 9 ] |
| 24 aprile 1995 | 14 giugno 1999 | Giuseppe Gonella    | -                              | Sindaco | [ 9 ] |
| 14 giugno 1999 | 14 giugno 2004 | Ornella Ponchione   | lista civica                   | Sindaco | [ 9 ] |
| 14 giugno 2004 | 8 giugno 2009  | Giampiero Novara    | lista civica                   | Sindaco | [ 9 ] |
| 8 giugno 2009  | 26 maggio 2014 | Giampiero Novara    | lista civica                   | Sindaco | [ 9 ] |
| 26 maggio 2014 | 27 maggio 2019 | Giampiero Novara    | lista civica Con te per Govone | Sindaco | [ 9 ] |
| 27 maggio 2019 |                | Elio Sorba          | lista civica Con te per Govone | Sindaco | [ 9 ] |

## Sport
Non esistono attualmente organizzazioni sportive. 

## Galleria d'immagini

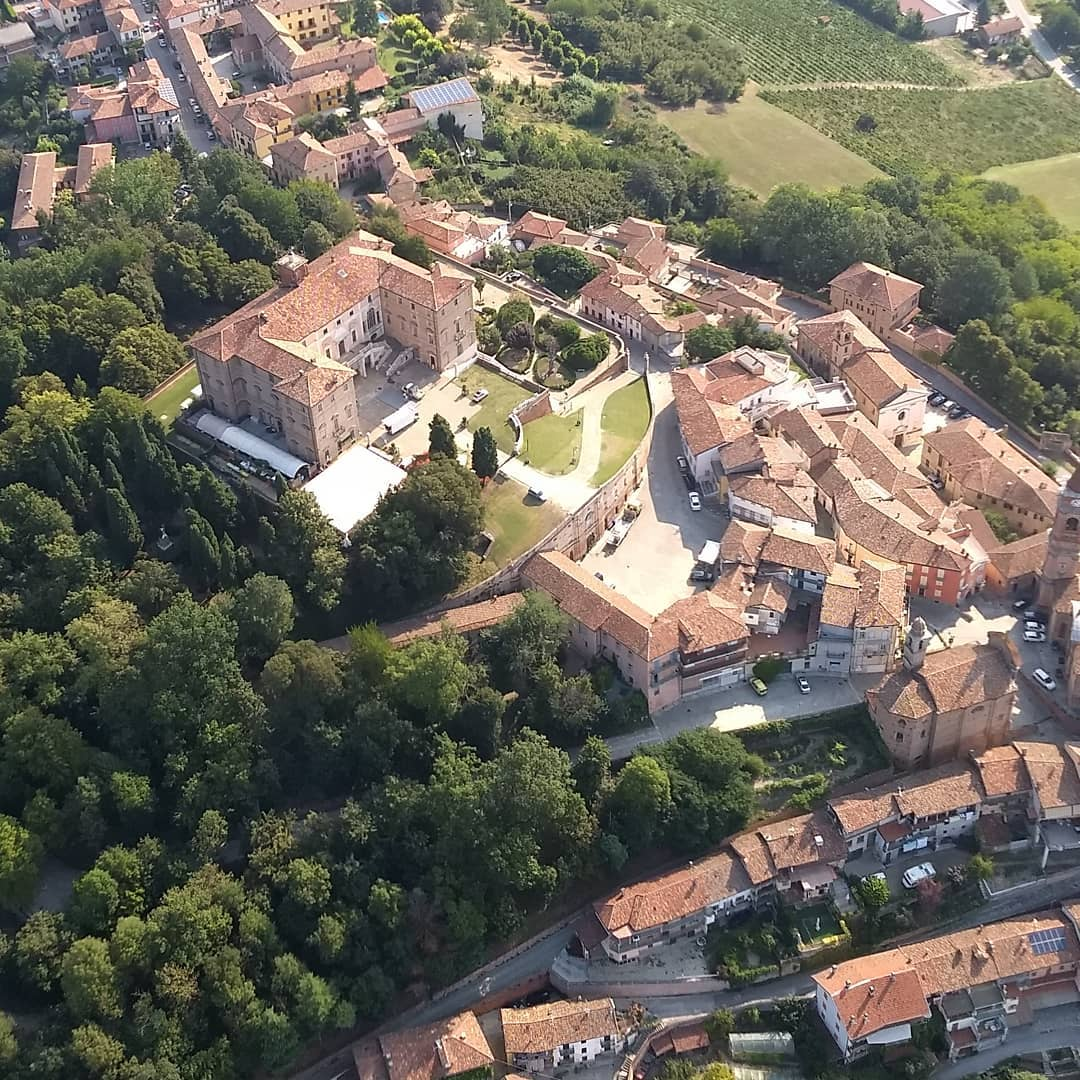
Veduta aerea di Govone